# 総括原価方式
総括原価方式（そうかつげんかほうしき、Rate-of-return regulation）とは、供給原価に適正利潤（適正な事業報酬）を上乗せして料金が決定するもので、安定した供給が求められる公共性の高いサービスの事業に適用される。具体例としては電気料金、ガス料金、水道料金などがある。
なお、日本国内におけるそれぞれの料金は、電気事業法第19条、ガス事業法第17条、水道法第14条によって規定されている。
また、総括原価方式に代わる料金体系として、以下の2つが挙げられる。
- 価格上限方式（プライスキャップ方式、 price-cap regulation）
- 比較基準方式（ヤードスティック方式、 yardstick regulation）

## 統括原価方式の長所・短所
消費者庁によるレポート「『原価の範囲・水準の適正性』に関する論点」において、以下のような長所、短所が指摘されている。

### 長所
- 料金算定の根拠が比較的わかりやすい
- 事業者が過大な利益・損失を生じることがない
- 消費者が過大な料金の負担を負うことがない
- 安全性やサービス向上のため長期的な設備投資への契機（インセンティブ）が働く
- 将来の利益がある程度確約されるので、中長期的な経営計画を立てることができる
- 経営が安定することにより、金融機関より低金利での融資を受けることができる

### 短所
- 経営効率化への契機（インセンティブ）が働きにくい
- 原価に関する情報が事業者に偏在している（情報の非対称性）
- 事業者が経済情勢等に応じて柔軟に料金を設定をすることが困難
- 過剰な設備投資が行われる可能性がある